# Veliko Širje
Veliko Širje je naselje v Občini Laško.